# Otto Kern (Philologe)

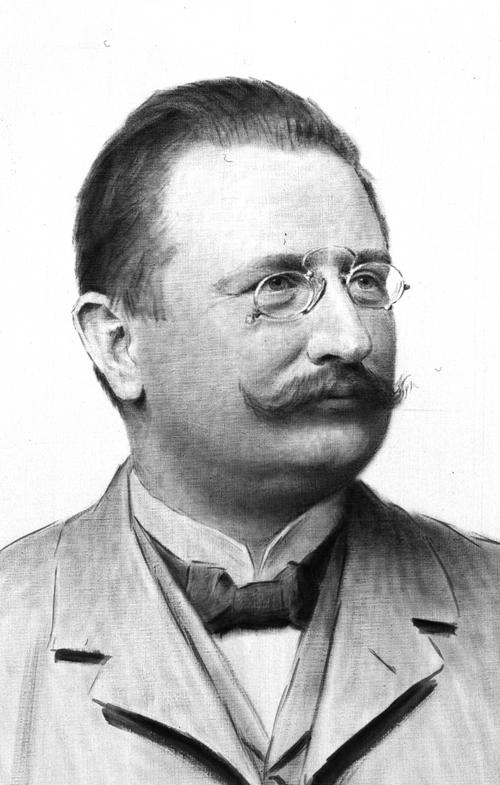
Otto Kern. Ölzeichnung von Paul Moennich, 1906

Otto Ferdinand Georg Kern (* 14. Februar 1863 in Schulpforta; † 31. Januar 1942 in Halle (Saale)) war ein deutscher Klassischer Philologe und Archäologe. Kern forschte vor allem zur griechischen Religion (speziell zur Orphik) sowie zur antiken Stadt Magnesia am Mäander und beschäftigte sich später auch mit der Geschichte der Altertumswissenschaften. Seit 1907 war er Professor an der Universität Halle-Wittenberg, deren Rektor er 1915/16 wurde.

## Leben
Otto Kern wurde in der Nähe von Naumburg an der Saale geboren. Sein Vater Franz Kern war zu dieser Zeit Oberlehrer an der Landesschule Pforta, später wurde er Gymnasialdirektor der Schule. Ottos Mutter war die 14 Jahre jüngere Clara Kern, geborene Runge. Sein Vater machte ihn früh mit den Griechen und auch mit der deutschen Literatur, insbesondere mit Goethe bekannt. In Stettin besuchte Otto Kern das Gymnasium, wo sein Religionslehrer Anton Jonas ihn in die Religionsgeschichte einführte. Von 1883 bis 1887 studierte er klassische Philologie und Archäologie an den Universitäten in Berlin und Göttingen. Seine Dozenten dort waren renommierte Wissenschaftler wie Ernst Curtius, Ulrich von Wilamowitz-Moellendorff sowie Hermann Diels und Carl Robert, deren Leben er später in einer Biographie untersuchte. Kerns Promotion erfolgte am 21. Januar 1888 in Berlin mit der Dissertation De Orphei Epimenidis Pherecydis theogoniis quaestiones criticae. Nach der Promotion war er bis 1890 Assistent bei Carl Robert.
In den folgenden Jahren (ab 1889) war er als Archäologe in Italien, Griechenland und Kleinasien tätig. Von 1889 bis 1891 konnte er als Stipendiat des Deutschen Archäologischen Instituts (DAI) den Mittelmeerraum bereisen und grub ab 1891 gemeinsam mit Carl Humann in der antiken Stadt Magnesia am Mäander. Mit dieser Stadt beschäftigte er sich auch in seiner Habilitationsschrift Gründungsgeschichte von Magnesia am Mäander aus dem Jahr 1894. Seit 1894 war er Privatdozent für klassische Philologie in Berlin, wo er auch als Hilfsarbeiter in der Skulpturenabteilung der Königlichen Museen tätig war. 1897 wurde Kern zum außerordentlichen Professor an der Universität Rostock ernannt; ab 1900 war er dort ordentlicher Professor. 1907 wechselte er an die Universität Halle, wo er 1915/16 zum Rektor gewählt wurde. In Halle gründete er den religionsgeschichtlichen Arbeitskreis „Thiasos“. Der Klassisch-Philologische Verein Halle im Naumburger Kartellverband ernannte ihn zum Ehrenmitglied. 1922 lehnte er einen Ruf an die Universität Hamburg ab. Vor seiner 1931 erfolgten Emeritierung reiste er 1925–1926 noch einmal nach Thessalien. Er erhielt zwei Ehrendoktorwürden der Universität Halle: 1929 die der rechts- und staatswissenschaftlichen Fakultät, 1930 die der theologischen Fakultät. Kern wurde Mitglied in der rechtsradikalen Deutschen Vaterlandspartei und anschließend in der Deutschnationalen Volkspartei (DNVP). 1937 wurde er zum korrespondierenden Mitglied der Göttinger Akademie der Wissenschaften gewählt.
Otto Kern starb am 31. Januar 1942 im Alter von 78 Jahren. Teile seines Nachlasses befinden sich im Besitz der Universitätsbibliothek Göttingen (Wilamowitz-Biografie), im Zentralarchiv der Staatlichen Museen zu Berlin (Materialien über die Pozzo-Zeichnungen) und im Archiv des Deutschen Archäologischen Instituts (ein Brief).

## Werk
Kern forschte vor allem im Bereich der Religionsgeschichte, sein Hauptwerk ist das dreibändige Die Religion der Griechen (1926–1938). Darin unterstrich er insbesondere die relative Unabhängigkeit der griechischen Religion von der griechischen Mythologie und betonte stattdessen die Rolle des religiösen Kults. Sein spezielles Forschungsgebiet waren die griechischen Mysterienkulte und die Orphik, mit der er sich schon in seiner Dissertation befasst hatte und der er später noch mehrere Werke widmete (Orpheus, 1920; Orphicorum fragmenta, 1922). Auf epigraphischem Gebiet veröffentlichte er Ausgaben der Inschriften von Magnesia am Mäander, der Stadt, in der er selbst die Ausgrabungen geleitet hatte (v. a. Die Inschriften von Magnesia am Maeander, 1900). Im Rahmen der Inscriptiones Graecae wurde er beauftragt, eine Ausgabe der griechischen Inschriften Thessaliens zu erarbeiten, die 1913 erschien.
Darüber hinaus forschte er gegen Ende seiner Karriere vor allem zur Geschichte der Altertumswissenschaften. 1924 veröffentlichte er eine Biographie des deutschen Altertumswissenschaftlers Friedrich August Wolf; 1927 versuchte er sich an einer Biographie seiner Lehrer Hermann Diels und Carl Robert. Auch zur Erforschung von Leben und Werk des Klassischen Philologen Karl Otfried Müller trug er bei, indem er einen Teil seiner Briefe sowie ein Tagebuch herausgab (Carl Otfried Müller, 1908; Briefwechsel, 1936). Für die Allgemeine Deutsche Biographie schrieb er ebenfalls Beiträge über bedeutende Althistoriker und Altphilologen. Vor seinem Tod arbeitete er an einer Biographie seines Lehrers Ulrich von Wilamowitz-Moellendorf, die er jedoch nicht mehr vollenden konnte. Kerns autobiografische Schrift Meine Lehrer (Manuskript, datiert 1939, im Besitz des Archäologischen Instituts der Humboldt-Universität zu Berlin) wurde von 2002 bis 2006 unter der Leitung von Michael Hillgruber herausgegeben und erschien 2008.

## Schriften
- De Orphei Epimenidis Pherecydis theogoniis quaestiones criticae. Berlin 1888.
- Die Gründungsgeschichte von Magnesia am Maiandros. Eine neue Urkunde. 1894.
- Die Entwicklung der Altertumswissenschaften an der Universität Rostock. 1906.
- Krieg und Kult bei den Hellenen. Halle a. S. 1915.
- Orpheus. Eine religionsgeschichtliche Untersuchung. 1920.
- Friedrich August Wolf. M. Niemeyer, Halle a. S. 1924.
- Die griechischen Mysterien der klassischen Zeit. Weidmannsche Buchhandlung, Berlin 1927.
- Hermann Diels und Carl Robert. Ein biographischer Versuch. O. R. Reisland, Leipzig 1927.
- Die Religion der Griechen. 3 Bände, Weidmann, Berlin 1926–1938 (Nachdruck Berlin 1963).
- Meine Lehrer. Erinnerungen [1939]. Herausgegeben von Michael Hillgruber. Hildesheim 2008.

Als Herausgeber
- Die Inschriften von Magnesia am Maeander. Spemann, Berlin 1900 (Nachdruck Berlin 1967).
- Carl Otfried Müller. Lebensbild in Briefen an seine Eltern mit dem Tagebuch seiner italienisch-griechischen Reise. Herausgegeben von Else und Otto Kern. Berlin 1908.
- Inscriptiones Graecae. Band 7, Marcus & Weber, Bonn 1913.
- Orphicorum fragmenta. Weidmannsche Buchhandlung, Berlin 1922.
- Aus dem amtlichen und wissenschaftlichen Briefwechsel von Carl Otfried Müller. Ausgewählte Stücke mit Erläuterungen von Otto Kern. Göttingen 1936.